# Manatí (Puerto Rico)
Manatí ist eine der 78 Gemeinden von Puerto Rico.
Sie liegt an der Nordküste von Puerto Rico. Sie hatte 2019 eine Einwohnerzahl von 37.287 Personen.

## Geschichte
Manatí wurde im Jahr 1799 von Don Pedro Menendez Valdes gegründet. Die Kirche Iglesia Nuestra Señora de la Candelaria wurde im siebzehnten Jahrhundert erbaut und steht immer noch an ihrem ursprünglichen Platz. Manatí ist bekannt als La Ciudad Metropolitana (Die Großstadt), und auch als Las Atenas de Puerto Rico, (Das Athen von Puerto Rico). Sie ist nach einem Meeressäugetier, der Seekuh, benannt.
Während dieser frühen Jahre war der Bürgermeister der Stadt Jose Aulet. Juan Ponce de León wählte den Manatí-Abschnitt des Manuatabón-Flusses als erstes Gebiet zum Goldwaschen aus. Die Familie Aulet besaß Land, das reich an Ananas, Zuckerrohr und grünen Bananen war. Die Aulets verkauften das Land im Jahr 1985 an die Regierung.
Puerto Rico wurde nach dem Spanisch-Amerikanischen Krieg unter den Bedingungen des Pariser Vertrags von 1898 von Spanien abgetreten und wurde ein Territorium der Vereinigten Staaten. Im Jahr 1899 führten die Vereinigten Staaten ihre erste Volkszählung in Puerto Rico durch und ermittelten, dass die Bevölkerung von Manatí 13.989 Einwohner betrug
Im Jahr 1853 verlagerte sich die Wirtschaft der Region vom Bergbau zur Landwirtschaft, insbesondere dem Anbau und der Verarbeitung von Zuckerrohr. 

## Gliederung
Die Gemeinde ist in 9 Barrios aufgeteilt:
1. Bajura Adentro
2. Bajura Afuera
3. Coto Norte
4. Coto Sur
5. Manatí barrio-pueblo
6. Río Arriba Poniente
7. Río Arriba Saliente
8. Tierras Nuevas Poniente
9. Tierras Nuevas Saliente

## Wirtschaft
Manatí ist das Zentrum von Puerto Rico für den Anbau von Ananas. Außerdem werden in Manatí Früchte, Zuckerrohr und Kaffee angebaut. In der Gemeinde gibt es ein Hyatt Hotel und ein Casino.

## Söhne und Töchter der Stadt
- Iván Rodríguez (* 1971), Baseballspieler
- Carlos Beltrán (* 1977), Baseballspieler
- Emmanuel Rodríguez  (* 1992), Boxer
- Allanis Navas (* 2002), Beachvolleyballspielerin